# دوري كرة القدم الإسكتلندي 1916–17
دوري كرة القدم الإسكتلندي 1916–17 (بالإنجليزية: 1916–17 Scottish Football League)‏ هو موسم من دوري كرة القدم الإسكتلندي. أشرف على تنظيمه اتحاد إسكتلندا لكرة القدم، وفاز فيه نادي سلتيك.